# Esenbeckia subvaria
Esenbeckia subvaria är en tvåvingeart som först beskrevs av Walker 1848.  Esenbeckia subvaria ingår i släktet Esenbeckia och familjen bromsar. Inga underarter finns listade i Catalogue of Life.